# Yevgueni Garánichev
Yevgueni Alexándrovich Garánichev –en ruso, Евгений Александрович Гараничев– (Novoilinski, 13 de febrero de 1988) es un deportista ruso que compite en biatlón.
Participó en los Juegos Olímpicos de Sochi 2014, obteniendo una medalla de bronce en la prueba de 20 km individual. Ganó ocho medallas en el Campeonato Europeo de Biatlón entre los años 2016 y 2021.

## Palmarés internacional
| Juegos Olímpicos   | Juegos Olímpicos         | Juegos Olímpicos  | Juegos Olímpicos        |
| Año                | Lugar                    | Medalla           | Prueba                  |
| ------------------ | ------------------------ | ----------------- | ----------------------- |
| 2014               | Sochi (Rusia)            | Medalla de bronce | Individual              |
| Campeonato Europeo |                          |                   |                         |
| Año                | Lugar                    | Medalla           | Prueba                  |
| 2016               | Tiumén (Rusia)           | Medalla de oro    | Velocidad               |
| 2016               | Tiumén (Rusia)           | Medalla de oro    | Relevo mixto            |
| 2016               | Tiumén (Rusia)           | Medalla de plata  | Persecución             |
| 2017               | Duszniki-Zdrój (Polonia) | Medalla de oro    | Relevo mixto individual |
| 2017               | Duszniki-Zdrój (Polonia) | Medalla de plata  | Persecución             |
| 2018               | Val Ridanna (Italia)     | Medalla de plata  | Relevo mixto            |
| 2018               | Val Ridanna (Italia)     | Medalla de bronce | Persecución             |
| 2021               | Duszniki-Zdrój (Polonia) | Medalla de bronce | Relevo mixto individual |